# Concerto da Camera (Dyson)
Concerto da Camera is een compositie van George Dyson voor strijkorkest. Het is geschreven voor het Boyd Neel Orkest, een orkest dat zich destijds inspande voor de promotie van nieuwe Engelse klassieke muziek.
Analoog aan de titel is het een compositie met "wereldlijke" betekenis. Het strijkorkest speelt de muziek licht, de contrabassen bijvoorbeeld zijn nauwelijks hoorbaar. Wel zit in deel 1 een tragische cellosolo.

## Delen
1. Allegro Assai
2. Andante
3. Larghetto

In deel 2 is sprake van een concerto voor strijkkwartet en strijkorkest.
Het werk maakt deel uit van een soort trilogie: Concerto Leggiero, Concerto da Chiesa en Concerto da Camera.

## Bron en discografie
- Uitgave Chandos; City of London Sinfonia o.l.v. Richard Hickox
- Dit artikel of een eerdere versie ervan is een (gedeeltelijke) vertaling van het artikel Boyd Neel op de Engelstalige Wikipedia, dat onder de licentie Creative Commons Naamsvermelding/Gelijk delen valt. Zie de bewerkingsgeschiedenis aldaar.